# Gummarus

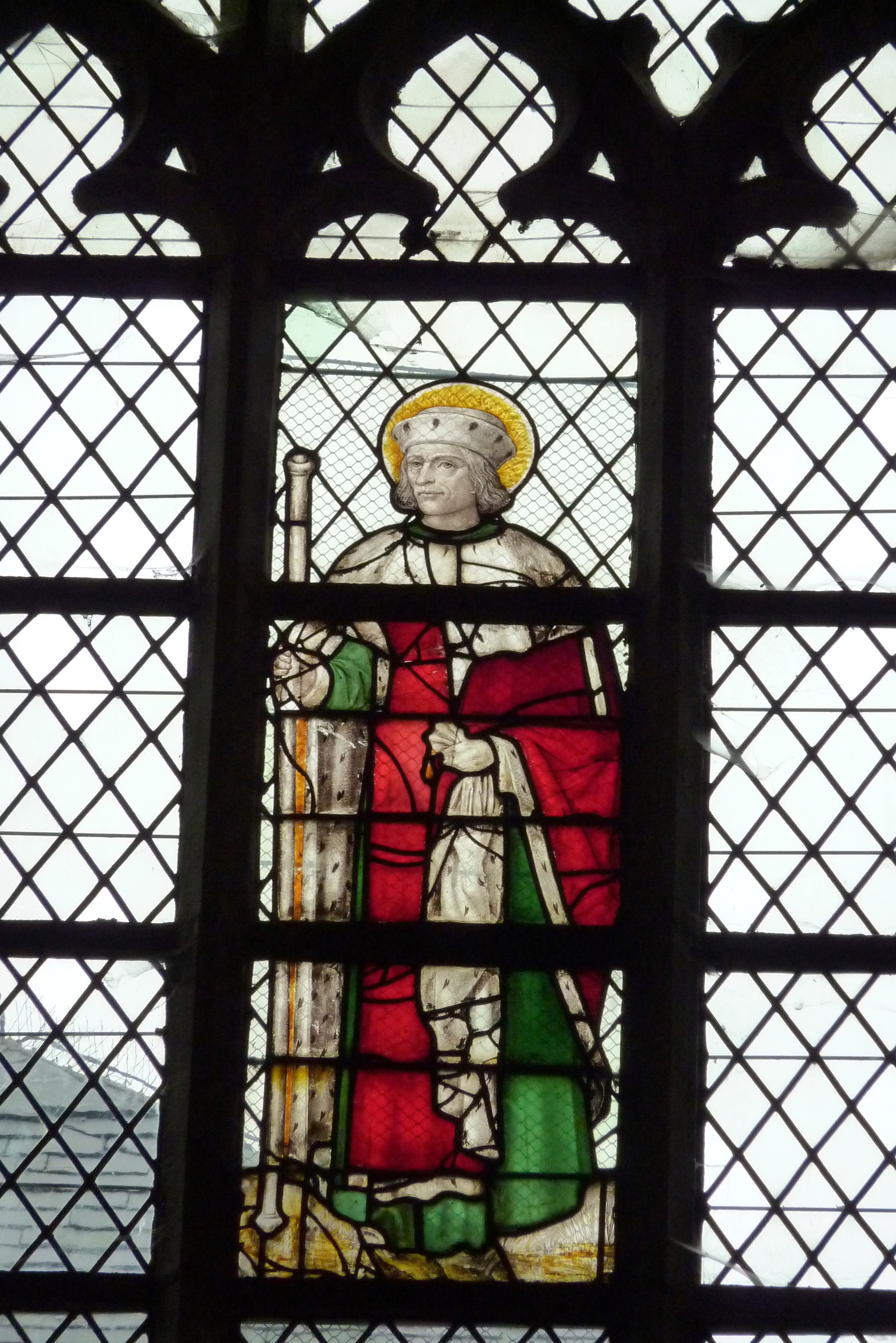
Darstellung des heiligen Gummarus auf einem Bleiglasfenster in der Kollegiatkirche St. Gummarus in Lier (um 1476)

Gummarus war ein Einsiedler und Heiliger, der im 8. Jahrhundert lebte. Es sind nur wenige Überlieferungen über ihn bekannt. Die Stadt Lier in Belgien soll im Jahr 760 von Gummarus gegründet worden sein.

## Leben
Gummarus lebte auf der kleinen Insel Nivesdunk, einer Anhöhe am Zusammenfluss der beiden Neten. Gummarus soll hier mit Gefährten einen Wald gerodet und eine Bet- und Wohnstätte errichtet haben. Hier soll er auch begraben worden sein. Im Jahr 754 erfolgte seine Heiligsprechung. Seine Reliquien wurden in eine neue Kirche überführt, die ab 1199 als Gummaruskirche bezeichnet wurde. Diese Kollegiatkirche St. Gummarus in Lier ist ihm geweiht. Das Patrozinium wird am 11. Oktober gefeiert.